# Ocotea splendens
Ocotea splendens är en lagerväxtart som först beskrevs av Carl Daniel Friedrich Meisner, och fick sitt nu gällande namn av Henri Ernest Baillon. Ocotea splendens ingår i släktet Ocotea och familjen lagerväxter. Inga underarter finns listade i Catalogue of Life.